# Trut
 (mai 2020).
Si vous disposez d'ouvrages ou d'articles de référence ou si vous connaissez des sites web de qualité traitant du thème abordé ici, merci de compléter l'article en donnant les références utiles à sa vérifiabilité et en les liant à la section « Notes et références ».
Le trut est un jeu de cartes pratiqué en France dans les Deux-Sèvres, le Maine-et-Loire, l'Eure-et-Loir et la Sarthe et dans les pays hispanophones se jouant à deux ou à quatre joueurs (deux équipes de deux) avec un jeu de 32 cartes et des jetons. On le rencontre également sous le nom de truc.
Ce jeu est apparenté à d'autres jeux : le truco (es), le put, le jeu d'aluette par exemple.

## Origines du jeu
Les origines du jeu de trut restent incertaines. Il serait signalé dans l'ouest de la France au XVIIe siècle.
Le jeu serait d'origine espagnole, connu sous plusieurs versions (truc, truque, truco (es) en Amérique du Sud...). Les cartes ainsi que les règles utilisées y sont cependant différentes. Le trut serait très lié au jeu anglais du put cité dans un ouvrage de 1674. Ses structures de règles et mécanismes de jeu sont également proches du jeu d'aluette, cité par Rabelais dans Pantagruel en 1532.

## But du jeu
Le but du jeu est de collecter 7 jetons longs (ou 7 "trut").

## Règle du jeu
Au début du tour de jeu, le joueur qui a donné à la manche précédente coupe le jeu. Le joueur situé à sa gauche, le donneur, le prend et distribue une par une trois cartes à chaque joueur, dans le sens des aiguilles d'une montre, en commençant par le joueur situé à sa gauche, le reste formant le talon. Lorsque tous les joueurs ont leurs cartes en main, sans les montrer ni à leurs partenaires ni a leurs adversaires, le jeu peut commencer.
Tous les joueurs peuvent à n'importe quel moment "truter", même au milieu d'un tour, en frappant du poing sur la table ou en annonçant simplement : "Je trute". La personne qui trute annonce ainsi qu'elle pense être capable de remporter la manche. Les joueurs de l'équipe adverse, vont chacun à leur tour, dans le sens des aiguilles d'une montre en commençant par le joueur à la gauche du donneur annoncer s'ils pensent que leur adversaire bluffe, ou qu'ils ont un meilleur jeu ("aller voir") ou s'ils ne souhaitent pas relever le défi ("se coucher"), auquel cas toutes les cartes restantes sont remises au talon sans les regarder, l'équipe qui a truté reçoit un "petit" (ou un "point"), qui est un jeton de petite taille, et une nouvelle manche commence. Le défi est relevé si un seul des joueurs de l'équipe adverse le relève.
Si leurs adversaires sont allés voir, ou si personne n'a truté, le joueur à la gauche du donneur pose l'une de ses cartes, suivi par les trois autres dans le sens des aiguilles d'une montre. L'équipe qui remporte le pli est celle qui a mis la plus haute carte, l'ordre des cartes étant : 7, 8, As, Roi, Dame, Valet, 10, 9. Si les deux équipes ont mis la même plus haute carte, le pli est "pourri", il est mis de côté et ira à l'équipe qui remportera le second tour. Lors du second tour, c'est le joueur qui a remporté le pli qui joue en premier, ou à défaut celui qui a pourri le pli précédent ( "Qui pourrit dépourrit" ). Le pli sera remporté de la même manière que le premier, mais s'il est pourri, il ira à l'équipe qui possède le premier. Si les deux plis sont pourris, ils iront tous deux au vainqueur de la manche finale, ou à défaut, la manche est nulle, et une autre démarre à la suite.

Exemple de main : brelan d'as.

Le vainqueur de la manche est l'équipe qui a le plus de plis. Si à n'importe quel moment l'une des deux équipes avait truté et l'autre suivi, l'équipe gagnante remporte un jeton long, si aucune équipe n'a truté jusqu'à la fin, l'équipe gagnante ne reçoit qu'un "petit".
Les jetons longs permettent de gagner la partie, il faut en totaliser 7. Les "petits" permettent de former des longs : il faut pour cela en totaliser trois. Mais si à n'importe quel moment, par victoire ou par totalisation, l'équipe adverse réussit à obtenir un grand jeton, l'équipe perdra tous ses "petits".
Le cas particulier du fortial : une équipe qui totalise 6 jetons longs et 2 "petits" est dite au fortial. Dans ce cas, lors de la manche suivante, seul le joueur à gauche du donneur ou celui à gauche de l'encarteur peut regarder son jeu. Il peut décider de truter ou non, s'il ne trute pas, son partenaire regarde le jeu et décide lui-même s'il trute ou non. Si l'un des deux joueurs trute, l'équipe adverse doit aller voir, car sinon la défaite est automatique. La manche est jouée, et il faudra appliquer les conséquences habituelles, qui se traduisent par la victoire d'une des deux équipes ou par la sortie du fortial (les deux "petits" sont perdus). Si l'équipe au fortial n'a pas truté, l'équipe adverse gagne un "petit", et une nouvelle manche commence jusqu'à la sortie du fortial ou la victoire. Si les deux équipes étaient au fortial, la manche serait jouée et son vainqueur gagnerait le match.
Dans certaines règles du trut, on joue le brelan ("Berlan" en Gâtine). Lorsqu'un joueur a un brelan en main (trois cartes de même valeur), il annonce brelan et annonce ainsi qu'il trute.

## Variante de Gâtine
En Gâtine Deux-Sèvrienne, l'ordre des cartes fortes est généralement inversé, le 8 est plus fort que le 7, l'ordre restant inchangé de l'as au 9 : 8 ; 7 ; as ; 10 ; roi ; dame ; valet ; 9.
Les règles restent inchangées en ce qui concerne le déroulement des parties. La gagne se joue toujours en sept truts mais le système de comptage est différent.
Pour truter, en plus des "deux petites une grosse" ou "berlan" on peut annoncer "suite" ou "tierce" si on possède trois cartes qui se suivent (dans l'ordre "normal": 7 ; 8 ; 9 ; 10 ; valet ; dame ; roi ; as).
Des différences importantes sont à noter : Tout d'abord, une équipe ne peut avoir plus de deux points ou "petits". Une équipe ne peut pas "échanger" ses points contre un trut. Quand une équipe a deux points, on applique alors la règle du "à tenir" ou du "à chanter". Quand une équipe remporte un trut, seule cette équipe perd ses points, l'équipe adverse garde les siens.
La règle du "à tenir" et du "chanter" :
Les règles du jeu sont inchangées mais quand une équipe possède deux points, elle est alors "à tenir". Après la distribution des cartes chaque joueur "à tenir" décide, à tour de rôle, s'il veut ou non jouer ("tenir") cette partie, "je tiens" ou "je tiens pas".
Si un seul ou les deux (sans se concerter!) décident de tenir, alors la partie se déroule "trut d'office" ou "trut d'of", c'est-à-dire que le vainqueur de la manche marque un trut sans avoir besoin de truter.
À l'issue de cette partie, seule l'équipe qui a remporté le trut perd ses points.
Si aucun ne tient, alors les cartes sont remises au talon et l'équipe adverse marque un point.
Si les deux équipes ont deux points, alors « on chante ». Dans ce cas, chaque joueur décide s'il veut « chanter » ou pas, à tour de rôle, dans le sens de jeu et à partir du joueur à la gauche du donneur.
Si un seul des quatre joueurs ne « chante pas », la partie se déroule normalement avec trut d'of.
À l'issue de cette partie, les deux équipes perdent leurs deux points.
Si les quatre joueurs « chantent », trois cartes supplémentaires sont distribuées. Chaque joueur possède alors six cartes qu'il peut regarder. Il en écarte trois et en garde autant. Les cartes écartées sont remises au talon. 
La partie se déroule avec les trois cartes restantes. Cette partie est bien évidemment trut d'office.
À l'issue de cette partie, les deux équipes perdent leurs deux points.
Quand une partie trut d'office est « Tout paté » (« toute pourrite »), on redistribue trois cartes avec le même talon, sans remettre les cartes (jusqu'à épuisement du talon).
On rejoue alors « sec », trut d'of et sans tenir.

## Tactiques de jeu
Avant tout, le trut est un jeu de menteur, il ne faut absolument pas se fier à l'air affiché par ses adversaires. Le premier pli est le plus important, le laisser volontairement à ses adversaires reste une tactique très dangereuse, il suffit d'une égalisation pour perdre.
Lors du jeu par équipe, habituellement, celui qui commence à jouer et le joueur à sa gauche mettent des basses cartes, le pli est disputé par les 3 et 4e joueurs.
N'oubliez pas la psychologie, un trut d'entrée de jeu fait très forte impression et est assez peu relevé (à moins d'un très bon jeu chez l'adversaire, faire tout de même attention). De même, truter quand son adversaire possède deux "petits" est très douloureux pour l'adversaire qui hésite à risquer de les sacrifier.
Ne montrez jamais vos cartes, même quand vous avez bluffé, laissez planer le doute...